# 55702 Thymoitos
55702 Thymoitos este o planetă minoră (asteroid), cu un diametru de 19,959 km, din Asteroid troian al lui Jupiter. A fost descoperită pe 17 octombrie 1977 la Observatorul Palomar de Cornelis Johannes van Houten. 
Obiectul prezintă o orbită caracterizată de o semiaxă mare de 5,2298017408331 UAi, o excentricitate de 0,034, o înclinație de 9,3 ° în raport cu ecliptica.